# Adana Demirspor
Adana Demirspor Kulübü – turecki klub sportowy z siedzibą w Adanie. Najbardziej znaną sekcją klubu jest sekcja piłkarska.

## Historia
Adana Demirspor Kulübü  został założony w 1940. Do 1959 Adana występowała w miejscowych rozgrywkach Çukurova Ligi, pietnastokrotnie je wygrywając. W 1960 przystąpił do Militi Lig, jednak po roku spadł z tych rozgrywek. 
Do 1. ligi Adana powróciła w 1973 i występował w niej przez jedenaście lat. W 1978 klub osiągnął największy sukces w historii w postaci finału Pucharu Turcji, gdzie uległa Trabzonsporowi. Ponownie w tureckiej ekstraklasie Adana występowała przez 3 lata pod koniec lat 80. Ostatni raz w 1. Lig Adana występowała w sezonie 1994-1995. 
Adana dziewięciokrotnie w latach 1977–2002 wygrywała regionalne rozgrywki Adana TSYD Kupası. W 1999 klub spadł do trzeciej ligi. W 2002 klub na dwa sezony powrócił na zaplecze ekstraklasy. Obecnie Adana Demirspor występuje w TFF 1. Lig.

## Kibice
Główny fanklub kibicowski nazywa się Mavi Şimşekler, co oznacza Niebieskie Błyskawice. Kibice Adany są natomiast znani ze swojej lewicowej postawy politycznej. Z tego względu utrzymują dobre relacje z innymi lewicowymi zespołami, takimi jak AS Livorno Calcio i St Pauli.

## Sukcesy
- Pucharu Turcji
  - finał (1): 1978
- 1. Lig
  - mistrzostwo (4): 1972/1973, 1986/1987, 1990/1991, 2020/2021

- Adana TSYD Kupası
  - zwycięstwo (9): 1977, 1980, 1981, 1985, 1986, 1993, 1994, 1997, 2002.
- Çukurova Lig
  - mistrzostwo (15): 1943, 1944, 1945, 1946, 1947, 1948, 1950, 1951, 1952, 1953, 1954, 1955, 1957, 1958, 1959.

## Obecny skład
Stan na 8 lipca 2025
| Nr | Poz. | Piłkarz                     |
| -- | ---- | --------------------------- |
| 5  | OB   | Andreaw Gravillon (kapitan) |
| 8  | PO   | Tayfun Aydoğan              |
| 10 | PO   | Nabil Alioui                |
| 11 | NA   | Yusuf Barası                |
| 16 | PO   | İzzet Çelik                 |
| 17 | NA   | Abat Aymbetov               |
| 21 | PO   | Bünyamin Balat              |
| 22 | PO   | Aksel Aktaş                 |
| 23 | OB   | Abdulsamet Burak            |
| 24 | OB   | Burhan Ersoy                |
| 25 | BR   | Murat Eser                  |
| 27 | BR   | Deniz Dönmezer              |
| 28 | NA   | Salih Kavrazlı              |
| 30 | OB   | Yücel Gürol                 |

| Nr | Poz. | Piłkarz            |
| -- | ---- | ------------------ |
| 39 | BR   | Vedat Karakuş      |
| 53 | OB   | Yusuf Demirkıran   |
| 55 | OB   | Tolga Kalender     |
| 58 | NA   | Maestro            |
| 60 | NA   | Ozan Demirbağ      |
| 61 | OB   | Ali Arda Yıldız    |
| 80 | NA   | Ali Yavuz Kol      |
| 87 | NA   | Osman Kaynak       |
| 90 | PO   | Ahmet Yılmaz       |
| 91 | OB   | Kadir Karayiğit    |
| 93 | NA   | Breyton Fougeu     |
| 94 | NA   | Samet Akif Duyur   |
| 99 | OB   | Arda Okan Kurtulan |

## Sezony wSüper Lig
| Sezon   | Uzyskane Miejsce |
| ------- | ---------------- |
| 1960-61 | 20 (spadek)      |
| 1973-74 | 10               |
| 1974-75 | 8                |
| 1975-76 | 8                |
| 1976-77 | 12               |
| 1977-78 | 13               |
| 1978-79 | 13               |
| 1979-80 | 8                |
| 1980-81 | 12               |
| 1981-82 | 6                |
| 1982-83 | 7                |
| 1983-84 | 16 (spadek)      |
| 1987-88 | 10               |
| 1988-89 | 14               |
| 1989-90 | 17 (spadek)      |
| 1991-92 | 15 (spadek)      |
| 1994-95 | 18 (spadek)      |
| 2021-22 | 9                |
| 2022-23 | 4                |
| 2023-24 | 12               |

## Europejskie puchary
Legenda do wszystkich tabel:
- Q – runda eliminacyjna, 1/16, 1/8, 1/4, 1/2 – odpowiednia faza rozgrywek, Grupa – runda grupowa, 1r gr – pierwsza runda grupowa, 2r gr – druga runda grupowa, F – finał, R – runda, PO – play-off
- k. – rzuty karne, los. – losowanie, Dogr. – dogrywka, w. – zasada bramek strzelonych na wyjeździe

| Sezon   | Rozgrywki               | Runda | Klub          | Dom | Wyjazd | Ogólnie     |
| ------- | ----------------------- | ----- | ------------- | --- | ------ | ----------- |
| 2023/24 | Liga Konferencji Europy | 2Q    | CFR 1907 Cluj | 2–1 | 1–1    | 3–2         |
| 2023/24 | Liga Konferencji Europy | 3Q    | NK Osijek     | 5–1 | 2–3    | 7–4         |
| 2023/24 | Liga Konferencji Europy | PO    | KRC Genk      | 1–0 | 1–2    | 2–2, k: 4–5 |